# Maurício Einhorn
Maurício Einhorn (* 29. Mai 1932 in Rio de Janeiro) ist ein brasilianischer Musiker (Mundharmonika) und Komponist.

## Leben
Maurício Einhorn wurde 1932 als Sohn österreichischer Einwanderer in Rio de Janeiro, Brasilien, geboren. Seine Eltern spielten beide Mundharmonika. Mit fünf Jahren bekam auch Maurício eine Mundorgel – und ließ sie nicht mehr los. „Ich ging sofort ins Badezimmer, weil mir der echohafte Klang dort so gut gefiel, und ungefähr eine halbe Stunde später konnte ich schon die erste kleine Melodie spielen.“ Bereits mit Zehn trat er im Radio auf. Zunächst war Borrah Minevitch sein Vorbild, und er schloss sich 1945 den Brasilian Rascals an, mit denen er in Clubs und im Rundfunk auftrat und 1949 seine erste Schallplatte aufnahm.
Doch schon lange hörte Maurício auch immer wieder Jazz, und schließlich wendete er sich ihm auch als Musiker zu. Ab 1954 spielte er regelmäßig in der Bar des Hotels Plaza in Rio und im dortigen Rundfunksender Mayrink Vega. Als 1957 die Bossa Nova aufkommt, ist Maurício Einhorn mittendrin – als Solist, als Begleiter und vor allem auch als Komponist. Er schreibt unzählige Stücke – z. B. Batida diferente („Der andere Rhythmus“), Estamos ai, Tristeza de nos dois, Jóia, Alvorada, Sambop – die auch von so bekannten Jazzmusikern wie Cannonball Adderley, Hubert Laws und Herbie Mann, ja sogar vom erfolgreichsten aller Bossa-Komponisten, Tom Jobim, gespielt werden.
Maurício Einhorn wurde mehrmals in die USA eingeladen, um seine Jazz Samba, wie man die Bossa Nova dort damals noch nannte, vorzustellen. Er nutzte die Gelegenheit und spielte mit vielen Größen des Jazz wie Jim Hall, Ron Carter, Richard Kimball, David Sanborn, Monty Alexander, Romero Lubambo, Barney Kessel, Chuck Mangione, Fred Hersch, Paquito D’Rivera, Joe Carter und auch mit Toots Thielemans. Die Liste der brasilianischen Musiker, mit denen er zusammen gespielt hat, ist länger, aber nur relativ wenige davon sind auch in Europa bekannt: allen voran Tom Jobim, Baden Powell, Edu Lobo und Sebastião Tapajós. Häufig begleitete er Sängerinnen und Sänger wie Bobby McFerrin, Helen Merrill, Nina Simone, Sarah Vaughan oder Elis Regina.
Als Solist wird Maurício Einhorn geschätzt wegen seiner kreativen Improvisationen und Interpretationen, aber auch als Begleiter hat er einen unverwechselbaren Sound. Dazu trägt auch ein technisches Mittel bei, das er souverän beherrscht: das Oktavspiel.
Mittlerweile ist Maurício Einhorn mehr als sechs Jahrzehnte musikalisch aktiv und damit einer der eifrigsten Mundharmonikaspieler und einer der kreativsten Komponisten für dieses Instrument. Er spielt hauptsächlich die Super-64-X-Chromonicas (Modelle 7582 und 7584) sowie die Super-48 (Modell 270) von Hohner. Neue Instrumente lässt er zunächst von Jehovah Tavares de Lucena – nach seinen Worten ebenfalls ein ausgezeichneter Harmonikaspieler – in Recife, Pernambuco (Brasilien), nachstimmen und anpassen.
Als Mikrofon bevorzugt er das gute alte Shure SM58, und als Verstärker einen Roland Super Cube 60 – allerdings nur bei kleinen Auftritten wie etwa in Clubs. Vor größerem Publikum, wo er mit PA auftritt, legt er Wert auf einen Toningenieur, der „auf meinen Geschmack vertraut und weder die Ohren der Zuhörer noch die meinen unterschätzt“, soll heißen: nicht zu laut, wenig Höhen, wenig Hall!

## Diskografie
- Baden Powell: Tempo Feliz, Polygram/Philips n°848.852-2 (1966);
- Maurício Einhorn: ME, CLAM n°1.47.404.004 (1979);
- Maurício Einhorn & Sebastião Tapajós: Maurício Einhorn & Sebastião Tapajós, Poligram/Philips n° 821.376-2 (1984);
- Zimbo Trio / Maurício Einhorn e Seu Trio: CCBB – Centro Cultural Banco do Brasil, Tom Brasil (1993);
- The Joe Carter Quartet: Um abraço no Rio, Empathy Records (1992/1996);
- Sebastião Tapajós, Gilson Peranzzetta, Maurício Einhorn e Paulinho Nogueira: CCBB – Centro Cultural Banco do Brasil, Tom Brasil TB CCBB-6 (1996);
- Altamiro Carrilho, Maurício Einhorn, Sebastião Tapajós, Gilson Peranzzetta: Nas Águas do Brasil – O encontro de solistas, ABES AM1009 (1997);
- Sebastião Tapajós & solistas: SantaRio, Tropical Music 68.802 / BMG Ariola (1999);
- Maurício Einhorn qu4rteto: Conversa de Amigos Vol. 1  (2006);
- Maurício Einhorn qu4rteto: Conversa de Amigos Vol. 2  (2007);
- Maurício Einhorn: Travessuras (2007)
- Maurício Einhorn e convidados: Concerto Instrumental de Harmônica de Boca (2010)